# Верхний Пальярс (графство)
Графство Верхний Пальярс (кат. Comtat de Pallars Sobirà, исп. Condado de Pallars Sobirà) — средневековое каталонское графство, образовавшееся в 1011 году при разделе графства Пальярс, в него вошла восточная часть графства. В настоящее время территория бывшего графства входит в состав современной испанской комарки Верхний Пальярс.

## История
Графство было образовано при разделе владений графа Пальярса Суньера I его сыновьями. Из них младший, Гильему II, получил восточную часть графства Пальярс, получившую название Верхний Пальярс. Это владение находилось в своеобразном анклаве, защищённом от нападения мавров и соседей, что позволило его правителям гораздо дольше соседей быть независимыми.
Поскольку доставшееся Гильему владение было беднее и менее населённым, чем Нижний Пальярс, то уже сын второй сын Гильема, Арто I попытался расширить свои владения за счёт Нижнего Пальярса, граница с которым, судя по всему, изначально не была чётко определена. Война между двумя графствами закончилась рядом соглашений (в 1064, 1094 и 1095 годах), в результате чего была достигнута договорённость о границе. Во время правления Арто I графство Верхний Пальярс стало вассальным от Барселоны, причем сам Арто I был женат на сестре жены графа Барселоны Рамона Беренгера I, получив благодаря этому несколько замков. Также Арто враждовал и с графом Урхеля Эрменголом IV.
О правлении ближайших преемников Арто I известно не очень много. Арто II провёл несколько лет в плену у мавров. А после смерти Берната III графство оказалось в руках его сестры, Гильельмы. Вторым браком она вышла замуж за виконта Кузерана Роже II, владения которого располагались по другую сторону Пиренеев. Судя по всему этот брак оказался бездетным, но между 1229 и 1231 годами Гильельма продала Верхний Пальярс семье Роже.
После смерти Роже (II) III около 1257 года Кузеран и Верхний Пальярс оказались разделены между его сыновьями. Верхний Пальярс в итоге последовательно управлялся младшими сыновьями Роже. При этом Арнау Роже I играл важную роль в каталонских делах. Он участвовал в восстаниях 1275 и 1280 годов знати против короля Арагона Хайме I, однако попал в плен и позже стал одним из соратников королей Хайме I и его сына Педро III. Арнау Роже в составе королевской армии участвовал в завоевании Сицилии в 1282 году , а после смерти короля Педро выступал в качестве посредника между королём Альфонсо III и арагонской знатью.
После смерти Рамона Роже I в 1195 году его наследницей стала дочь Арнау Роже, Сибилла. Однако на графство предъявили права также потомки старшего сына Роже II (III), Роже IV, виконта Кузерана (Арно I, виконт Кузерана, а также Арно д’Эспань, сеньор де Монтеспан), которые вторглись в Верхний Пальярс. Однако на стороне Сибиллы выступил король Арагона, Хайме II, заставивший соперников Сибиллы заключить перемирие и покинуть графство.
Сибилла в 1297 году вышла замуж за барона Уго VII де Матаплана. Однако позже виконты Кузерана с помощью графов де Фуа, пытавшихся подчинить себе Валь-д'Аран, несколько раз вторгались в Верхний Пальярс. Только к 1227 году королю Арагона Альфонсо III удалось с помощью дипломатии добиться мира в графстве.
Потомки Сибиллы и Уго были верными сторонниками арагонской короны. Посредством выгодных браков им удалось немного увеличить свои владения. Однако после начала гражданской войны в Арагоне, в которой знать выступала против короля Хуана II граф Уго Роже III стал одним из руководителей противников короля. После окончания войны в 1472 году он не сложил оружия, укрывшись в своих владениях. В 1488 году королю Арагона Фердинанду II удалось завоевать Верхний Пальярс. Сам Уго Роже бежал во Францию, откуда, пользуясь помощью короля Франции, пытался вернуть свои владения. Он умер бездетным в 1503 году.
В 1491 году король Фердинанд II учредил титул маркиза Верхнего Пальярса, переданный Хуану Рамону Фолку IV, герцогу де Кордона. Его потомки носили титул до 1572 года, после чего он перешёл к герцогам Мединасели.

## Список графов Верхнего Пальярса
Пальярская династия
- ок. 1011 — до 1035: Гильем II (ум. до 1035), граф Верхнего Пальярса с 1010/1011
- до 1035 — ок. 1049: Бернат (Бернардо) II (ум. ок. 1049), граф Верхнего Пальярса с до 1035, сын предыдущего
- ок. 1049 — 1082: Арто (Артальдо) I (ум. 1082), граф Верхнего Пальярса с ок. 1049, брат предыдущего
- 1082 — до 1124: Арто (Артальдо) II (ум. до 1124), граф Верхнего Пальярса с 1082, сын предыдущего
- до 1124 — до 1167: Арто (Артальдо) III (ум. до 1167), граф Верхнего Пальярса с до 1124, сын предыдущего
- до 1167 — 1182/1192: Арто (Артальдо) IV (ум. 1182/1192), граф Верхнего Пальярса с до 1167, сын предыдущего
- 1182/1192 — после 1119: Бернат (Бернардо) III (ум. после 1199), граф Верхнего Пальярса с 1182/1192, сын предыдущего
- после 1119 — 1229/1231: Гильельма (ум. после 1250), графиня Верхнего Пальярса с после 1199, сестра предыдущего 
1-й муж: Гильельм (ум. после 1205), сеньор де Эрил, граф Верхнего Пальярса;
2-й муж: с 1217 Роже II де Комменж (ум. после 1240), виконт Кузерана (Роже II), граф Верхнего Пальярса (Роже I)

Дом де Комменж, Кузеранская ветвь
- 1229/1231 — после 1240: Роже I де Комменж (ум. после 1240), виконт Кузерана (Роже II), граф Верхнего Пальярса с 1229/1231
- после  1240 — ок. 1257: Роже II (ум. ок. 1257), виконт Кузерана и Каркассона (Роже III), граф Верхнего Пальярса (Роже II) с 1240/1244, сын предыдущего
- ок. 1257 — 1288: Арно (Арнау) Роже I (ум. 1288), граф Верхнего Пальярса с ок. 1257, брат предыдущего
- 1288 — ок. 1295: Рамон (Раймундо) Роже I (ум. ок. 1295), граф Верхнего Пальярса с 1288, сын предыдущего
- ок. 1295 — 1330: Сибилла (ум. 1330), графиня Верхнего Пальярса с 1295; 
муж: Уго VII де Матаплана (ум. 1328), барон де Матаплана (Уго VII), граф Верхнего Пальярса (Уго)

Династия Матаплана
- 1330 — 1343: Арнау (Арнальдо) Роже II (ум. 1343), граф Верхнего Пальярса с 1330, сын предыдущей
- 1343 — 1350: Рамон (Раймундо) Роже II (ум. 1350), граф Верхнего Пальярса с 1343, брат предыдущего
- 1350 — 1366: Уго Роже I (ум. 1366), граф Верхнего Пальярса с 1350, сын предыдущего
- 1366 — 1369: Арнау (Арнальдо) Роже III (ум. 1369), граф Верхнего Пальярса с 1366, сын предыдущего
- 1369 — 1416: Уго Роже II (ум. 1416), граф Верхнего Пальярса с 1369, брат предыдущего
- 1416 — 1424: Роже Бернат I (ум. 1424), граф Верхнего Пальярса с 1416, сын предыдущего
- 1424 — 1442: Бернат Роже I (ум. 1442), граф Верхнего Пальярса с 1424
- 1442 — 1451: Арнау (Арнальдо) Роже IV (ум. 1451), граф Верхнего Пальярса с 1442
- 1451 — 1488: Уго Роже III  (ум. 1503), граф Верхнего Пальярса 1451—1491, сын предыдущего